# کارتیه (شهر)
کارتِـیّه (به اسپانیایی: Cartelle) یک منطقهٔ مسکونی در اسپانیا است که در استان اورنسه واقع شده‌است.
کارتیه ۹۴٫۳ کیلومتر مربع مساحت و ۲٬۷۵۷ نفر جمعیت دارد و ۳۵۶ متر بالاتر از سطح دریا واقع شده‌است.